# Emma Peters
Emma Karin Peters, född 10 februari 1978 i Täby församling, Stockholms län, är en svensk skådespelare.

## Biografi
Peters studerade vid Teaterhögskolan i Stockholm 2000–2004. Sedan 2005 är hon en del av humorgruppen Grotesco. Hon har arbetat på Backa teater, Östgötateatern, Uppsala stadsteater och turnerat med Dramaten och Riksteatern och medverkat i flera TV-serier som Vita lögner, Krama mig och Gustafsson 3 tr.
I par med journalisten Christopher Garplind tävlade hon i SVT-programmet På spåret under säsongen 2022/2023 och 2023/2024.

## Filmografi
- 1996 – Sexton (TV-serie)
- 1997 – Vita lögner (TV-serie)
- 2000 – Tillsammans
- 2005 – Krama mig
- 2007–2017 – Grotesco (TV-serie)
- 2011 – Gustafsson 3 tr (TV-serie)
- 2011 – Telefonsupporten (TV-serie)
- 2013 – Sommartider
- 2015 – Welcome to Sweden (TV serie) (gästroll)
- 2015 – Boy Machine (TV-serie)
- 2015 – Familjen Rysberg (TV-serie)
- 2016 – Surprise (kortfilm)
- 2016 – Bamse och häxans dotter (röst som Tessan Sork)
- 2016–2019 – Finaste familjen (TV-serie)
- 2018 – Sthlm Rekviem (TV-serie)
- 2018 – Hotell Transylvanien 3: En monstersemester (röst)
- 2018 – Spider-Man: Into the Spider-Verse (röst)
- 2018 – Bamse och dunderklockan (röst som Nina Kanin)
- 2019 – Fartblinda (TV-serie)
- 2020 – Sthlm Rekviem (TV-serie)
- 2021 – Bert (TV-serie)
- 2021 – Bonusfamiljen (TV-serie)
- 2023 - 2025 - Terese i kassan (TV-serie)
- 2024 – Smartare än en femteklassare
- 2024 – Doktrinen (TV-serie)

## Teater

### Roller (ej komplett)
| År   | Roll                 | Produktion                                                               | Regi                                     | Teater                                |
| ---- | -------------------- | ------------------------------------------------------------------------ | ---------------------------------------- | ------------------------------------- |
| 2002 |                      | Rövare Friedrich von Schiller                                            | Johan Holmberg                           | Angereds teater                       |
| 2006 |                      | Hamlet William Shakespeare                                               | Andreas Forner Lindal/ Per-Johan Persson | Shakespeare på Gräsgården             |
| 2007 | Josefin              | Re:Union Behrang Behdjou                                                 | Dritëro Kasapi                           | Gottsunda dans & teater/ Ung scen/öst |
| 2011 |                      | Tolvskillingsoperan (Die Dreigroschenoper) Bertolt Brecht och Kurt Weill | Dennis Sandin                            | Uppsala stadsteater                   |
| 2014 | Fru Blom Fru Nilsson | Streber Stig Dagerman                                                    | Olle Jansson                             | Dramaten på turné                     |
| 2015 | Medverkande          | Grotesco på Scala – En näradödenrevy Henrik Dorsin                       | Anna Vnuk                                | Scalateatern                          |
| 2017 | Annette              | Den tatuerade änkan Lars Molin                                           | Jonna Nordenskiöld                       | Scalateatern                          |

## Andra åtaganden
| År   | Roll      | Podd        | Avsnitt                                                               |
| ---- | --------- | ----------- | --------------------------------------------------------------------- |
| 2023 | Uppläsare | P3 Historia | Fredrik den Store - krig, kultur och killar                           |
| 2023 | Uppläsare | P3 Historia | Edit Piaf - från rännstenen till Rampljuset                           |
| 2023 | Uppläsare | P3 Historia | Yngsjömörderskan Anna Månsdotter - svartsjuka, otukt och halshuggning |